# 自由西藏運動
自由西藏運動是一個非營利組織，1987年成立於英國倫敦，旨在維護西藏人權、主張中國應停止統治西藏、藏族人民自行決定其前途。葉爾·魏茲-林德（Yael Weisz-Rind）為現任領導人（Director）。

## 外部連結
- 自由西藏運動 官方網站 （页面存档备份，存于）